# Исмаил Ибрагим, Мохамед
Мохамед Исмаил Ибрагим (фр. Mohamed Ismail Ibrahim; род. 1 января 1997[…]) — джибутийский легкоатлет, специалист по бегу на средние и длинные дистанции, стипль-чезу. Выступает за сборную Джибути по лёгкой атлетике с 2014 года, победитель арабских чемпионатов, серебряный и бронзовый призёр Игр исламской солидарности, рекордсмен страны, участник летних Олимпийских игр в Рио-де-Жанейро.

## Биография
Мохамед Исмаил Ибрагим родился 1 января 1997 года.
Первого серьёзного успеха в лёгкой атлетике добился в сезоне 2014 года, когда вошёл в состав джибутийской национальной сборной и побывал на юношеских Олимпийских играх в Нанкине, откуда привёз награду бронзового достоинства, выигранную в зачёте бега на 1500 метров — уступил в финале только кенийцу Гилберту Соэту и эфиопу Мулугете Уме.
Начиная с 2015 года активно выступал на взрослом уровне, в частности в этом сезоне был среди участников чемпионата мира в Пекине в дисциплине стипль-чез.
В 2016 году на соревнованиях Qatar Athletic Super Grand Prix установил национальный рекорд Джибути в беге на 3000 метров с препятствиями, показав время 8:23,77. Бежал 1500 метров и стипль-чез на юниорском чемпионате мира в Быдгоще, но попасть здесь в число призёров не смог. Благодаря череде удачных выступлений удостоился права защищать честь страны на летних Олимпийских играх в Рио-де-Жанейро, в ходе предварительного забега программы стипль-чеза показал время 8:53,10 и не смог квалифицироваться с ним в финальную стадию. Был выбран в качестве знаменосца джибутийской сборной на церемонии закрытия Игр.
После Олимпиады Исмаил Ибрагим остался в составе легкоатлетической команды Джибути и продолжил принимать участие в крупнейших международных соревнованиях. Так, в 2017 году он выиграл серебряную и бронзовую медали на Играх исламской солидарности в Баку, в зачёте стипль-чеза и бега на 5000 метров соответственно. Дважды одержал победу на арабском чемпионате в Тунисе, отметился выступлением на Играх франкофонов в Абиджане, бежал стипль-чез на чемпионате мира в Лондоне.
В 2018 году в беге на 3000 метров с препятствиями занял 11 место на чемпионате Африки в Асабе.